# 11月17日
11月17日（じゅういちがつじゅうしちにち）は、グレゴリオ暦で年始から321日目（閏年では322日目）にあたり、年末まであと44日ある。毎年この日ごろしし座流星群が観測できる。

## できごと
- 1183年（寿永2年閏10月1日） - 治承・寿永の乱: 水島の戦い。
- 1292年 - ジョン・ベイリャルがスコットランド国王として即位。
- 1558年 - イングランド女王メアリー1世が死去し、妹のエリザベス1世が即位。エリザベス朝が始まる。
- 1659年 - ピレネー条約締結。スペインとフランスの国境がピレネー山脈に画定。
- 1775年 - クオピオ市が、スウェーデンのグスタフ3世により正式に設立される[1]。
- 1796年 - ナポレオン戦争・イタリア戦役: アルコレの戦い。フランス軍がイタリアでオーストリアを破る。
- 1800年 - アメリカ合衆国・ワシントンD.C.では初の連邦議会が開会。
- 1845年 - ヴィクトル・ユーゴーが『レ・ミゼール』（のちの『レ・ミゼラブル』）の執筆を始める。
- 1855年 - デイヴィッド・リヴィングストンがヨーロッパ人で初めてモシ・オ・トゥニャ滝に到達し、ヴィクトリア滝と命名。
- 1858年 - 修正ユリウス日の起点となる日。
- 1869年 - スエズ運河が開通。
- 1871年 - 全米ライフル協会設立。
- 1876年（ユリウス暦11月5日） - ピョートル・チャイコフスキーの『スラヴ行進曲』がモスクワで初演。
- 1878年 - イタリア国王ウンベルト1世の暗殺未遂事件。
- 1903年 - ロシア社会民主労働党がボリシェヴィキとメンシェヴィキに分裂。
- 1905年 - 第二次日韓協約に調印。
- 1922年 - 前オスマン帝国皇帝メフメト6世がイタリアへ亡命。
- 1933年 - アメリカ合衆国がソビエト連邦を承認。
- 1933年 - 沖縄諸島で富山県高岡市の貨物船「盛典丸（1440トン）」が沈没。船長ら19人が死亡、機関士ら17人は一週間漂流後に救助[2]。
- 1939年 - チェコスロバキアに侵攻していたドイツ軍が学生のデモ行進を鎮圧し、教授2人と学生9人を殺害（国際学生の日）。
- 1945年 - 剣劇映画が連合国軍最高司令官総司令部により上映禁止とされる[3]。
- 1950年 - テンジン・ギャツォが第14代ダライ・ラマに即位。
- 1952年 - NHKのラジオ番組『ひるのいこい』の放送が開始される。
- 1961年 - ニューギニア・イリアンジャヤの部族を研究していた民族学者のマイケル・ロックフェラー（ネルソン・ロックフェラーの息子）が行方不明となる。
- 1964年 - 公明党が結党大会。
- 1965年 - プロ野球の第1回ドラフト会議が開かれる。
- 1969年 - 冷戦: アメリカ合衆国とソビエト連邦の代表団ヘルシンキで会合。第一次戦略兵器制限交渉 (SALT I) が始まる。
- 1970年 - ソ連の無人月探査機「ルナ17号」が月面に着陸。世界初の月面車による探査を開始する。
- 1970年 - ダグラス・エンゲルバートがマウスの特許を取得。
- 1971年 - 衆議院沖縄返還協定特別委員会で自民党が沖縄返還協定を強行採決。
- 1974年 - 別府3億円保険金殺人事件。
- 1986年 - フランスの自動車メーカー・ルノー公団総裁のジョルジュ・バスが暗殺される。
- 1989年 - チェコスロバキア・プラハで共産党に抗議する学生デモが鎮圧される（12月29日まで）。ビロード革命の始まり。
- 1990年 - 長崎県の雲仙普賢岳の山頂部で水蒸気爆発が起こり、198年ぶりに噴火。
- 1997年 - ルクソール事件。エジプト・ルクソールのハトシュプスト葬祭殿の前でイスラム過激派7人が外国人観光客ら61人を殺害。
- 1997年 - 北海道拓殖銀行が経営破綻。戦後初の都市銀行破綻となる。
- 2000年 - 来日中のペルー大統領アルベルト・フジモリが大統領辞任の意をペルー政府に伝え、日本に亡命。
- 2001年 - Appleが携帯音楽プレイヤーiPodを発売。
- 2004年 - 奈良小1女児殺害事件発生。
- 2005年 - 構造計算書偽造問題: 国土交通省が千葉県の建築事務所がマンション、ホテルの構造計算書を偽造していたと公表。
- 2013年 - ロシアのカザン空港でタタールスタン航空363便墜落事故が発生し50人が死亡[4]。
- 2018年 - フランスで燃料税引き上げ反対の抗議活動が発生（黄色いベスト運動）[5]。
- 2024年 - 2024年兵庫県知事選挙で斎藤元彦氏が再選を果たす。

## 誕生日

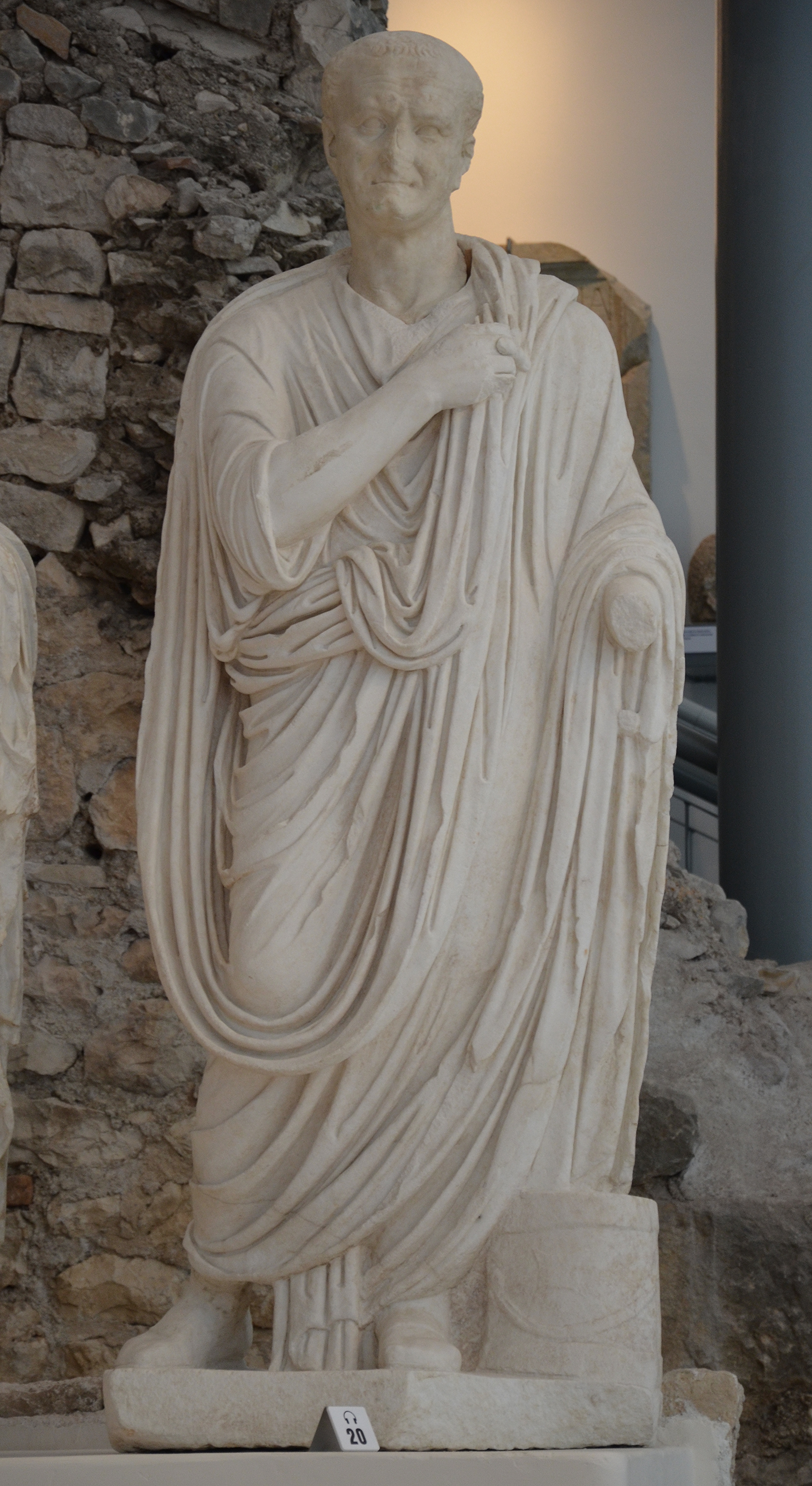
ローマ皇帝、ウェスパシアヌス(9-78)誕生。

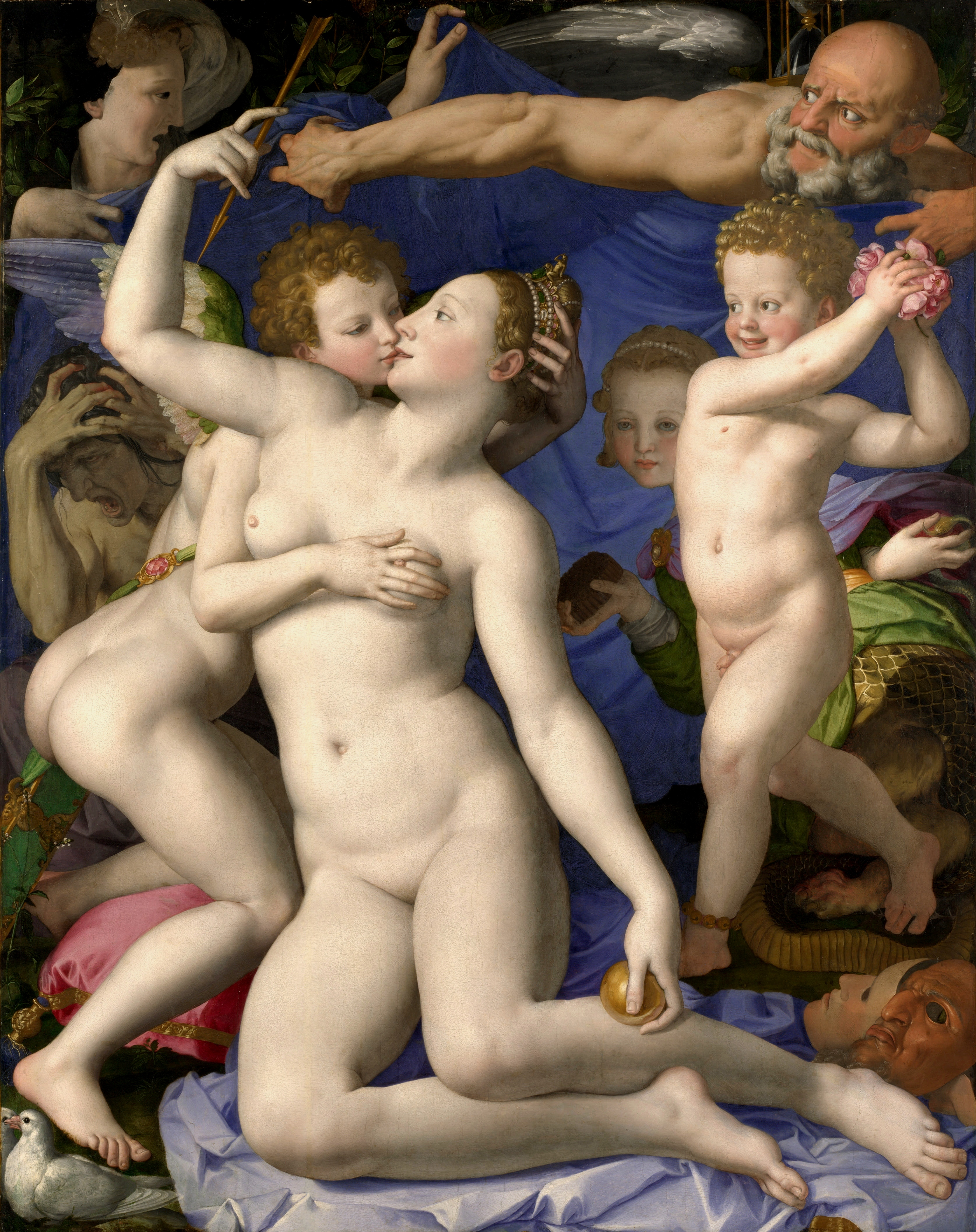
フィレンツェ・マニエリスム期の画家、アーニョロ・ブロンズィーノ(1503-1572)誕生。画像は《愛の勝利の寓意》(1545)

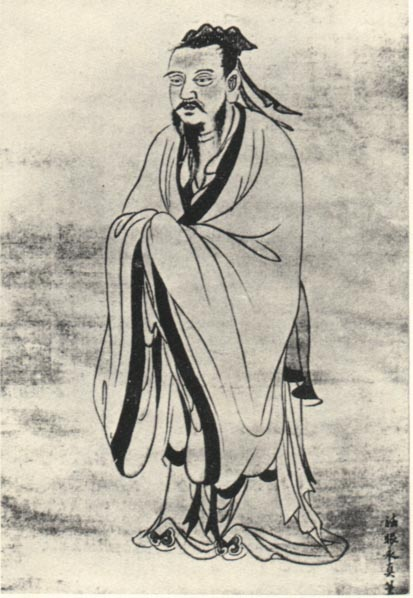
儒学者朱舜水(1600-1682)誕生。明から日本に渡来し、漢籍文化をもたらした。

哲学者、数学者、物理学者ジャン・ル・ロン・ダランベール(1717-1783)誕生。ドゥニ・ディドロらと並ぶフランス百科全書派知識人の中心人物。

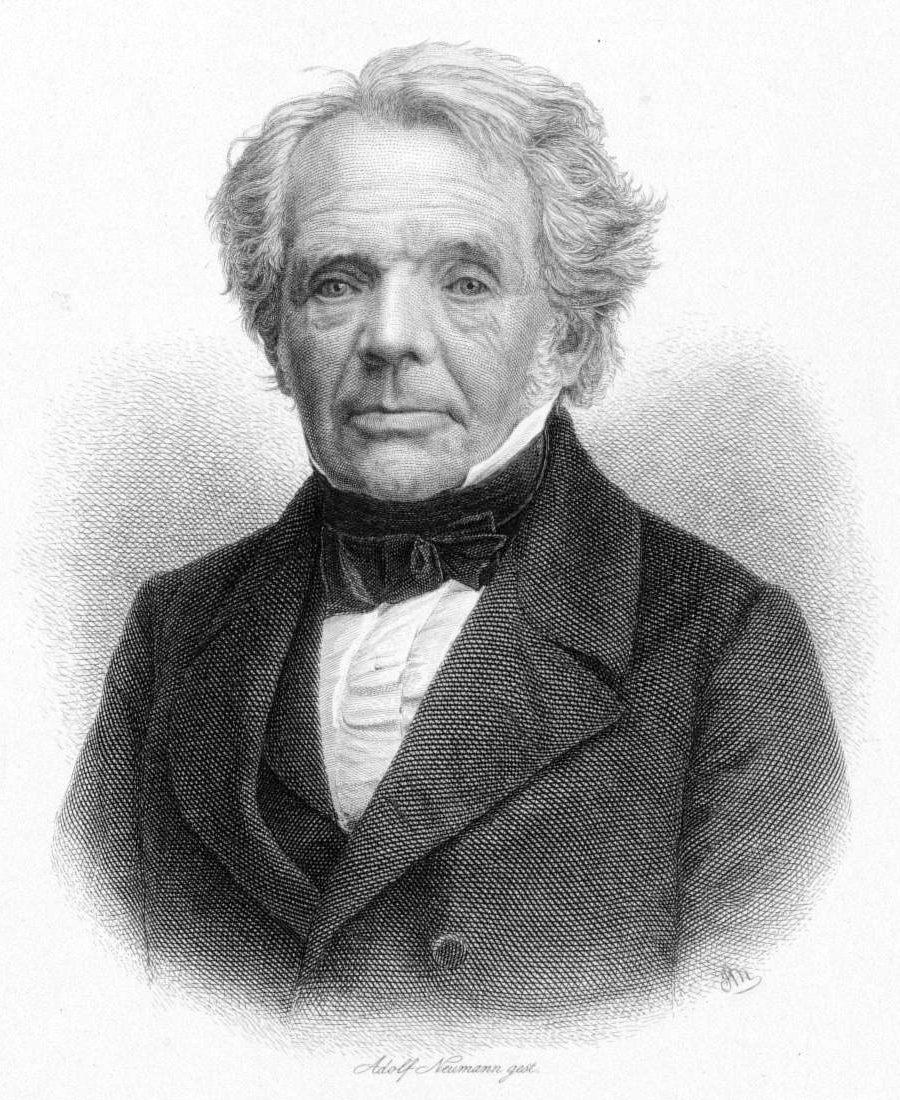
ドイツの数学者アウグスト・フェルディナント・メビウス(1790-1868)誕生。メビウスの帯で知られる。

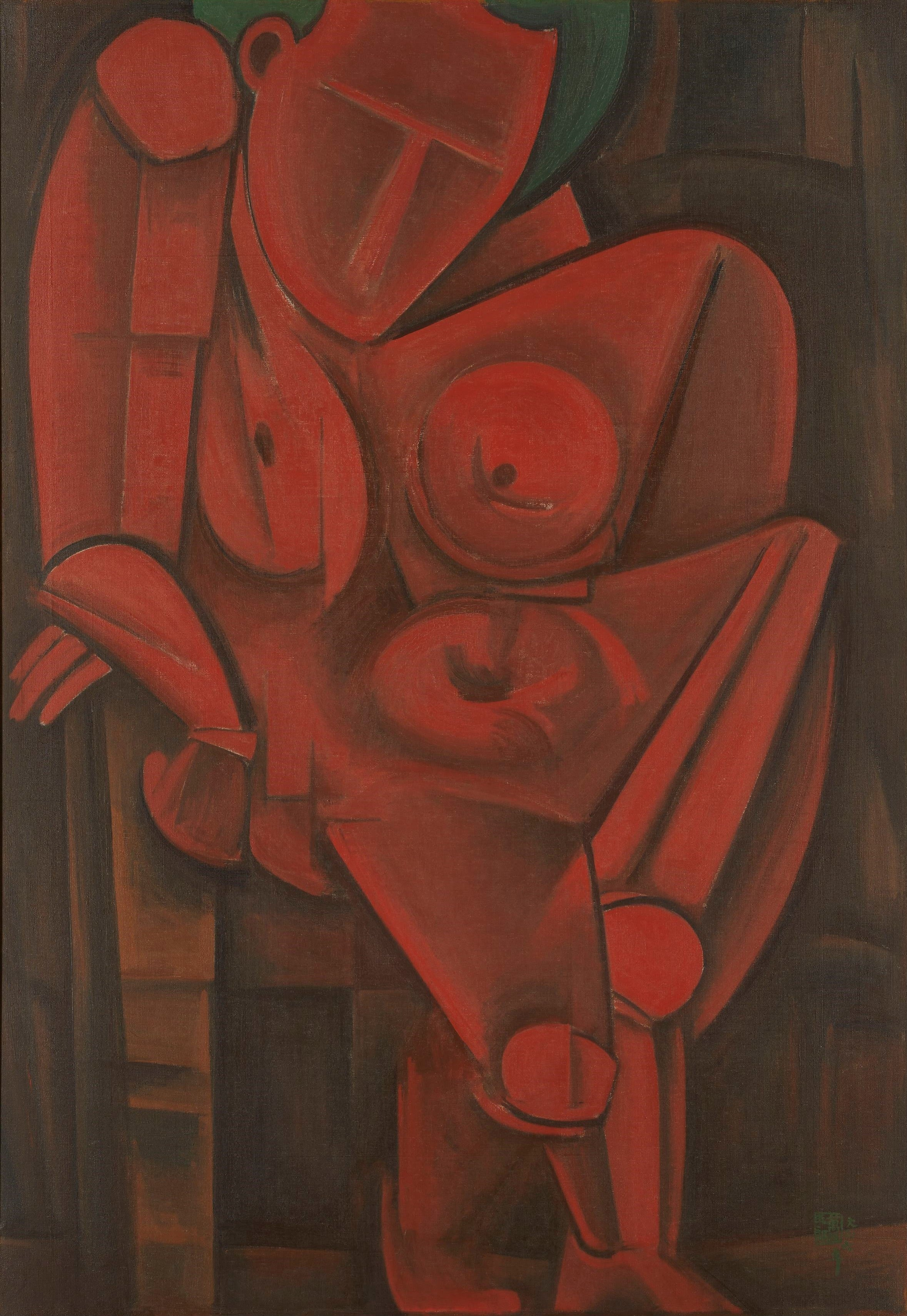
洋画家萬鉄五郎(1885-1927)誕生。画像は《もたれて立つ人》(1917)

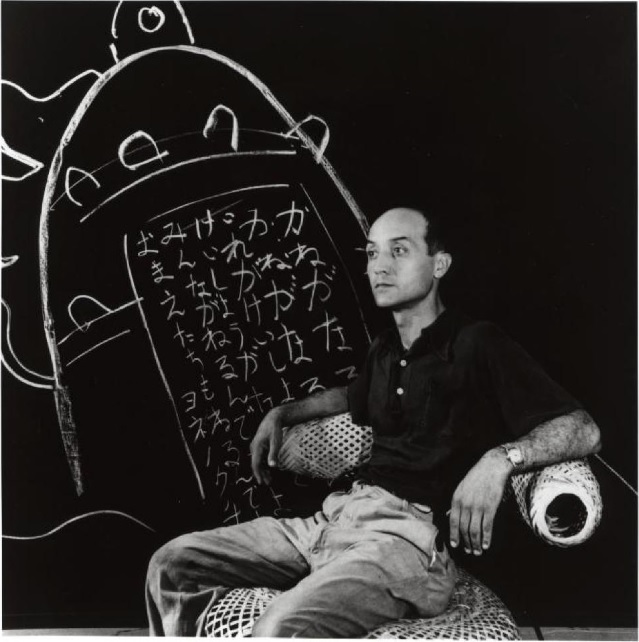
彫刻家イサム・ノグチ(1904-1988)誕生。

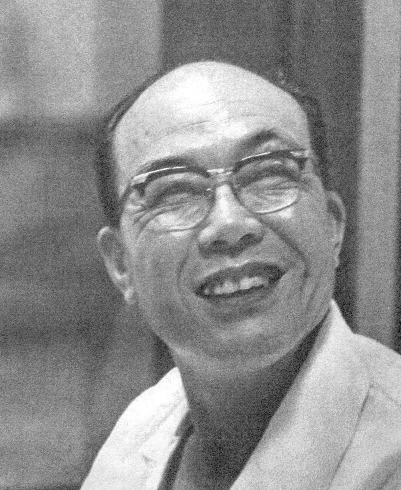
本田技研工業創業者、技術者本田宗一郎(1906-1991)誕生。

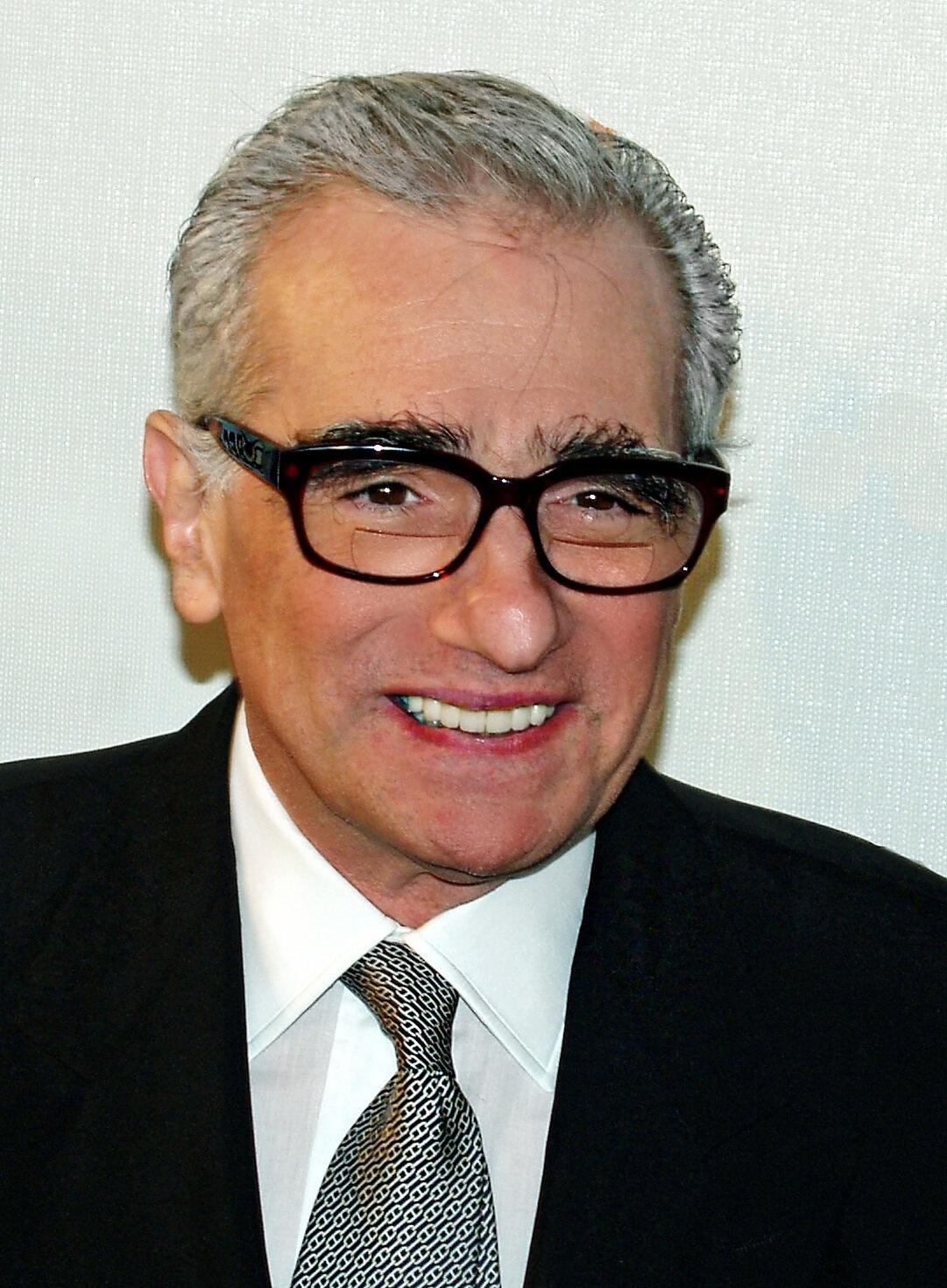
映画監督マーティン・スコセッシ(1942-)誕生。

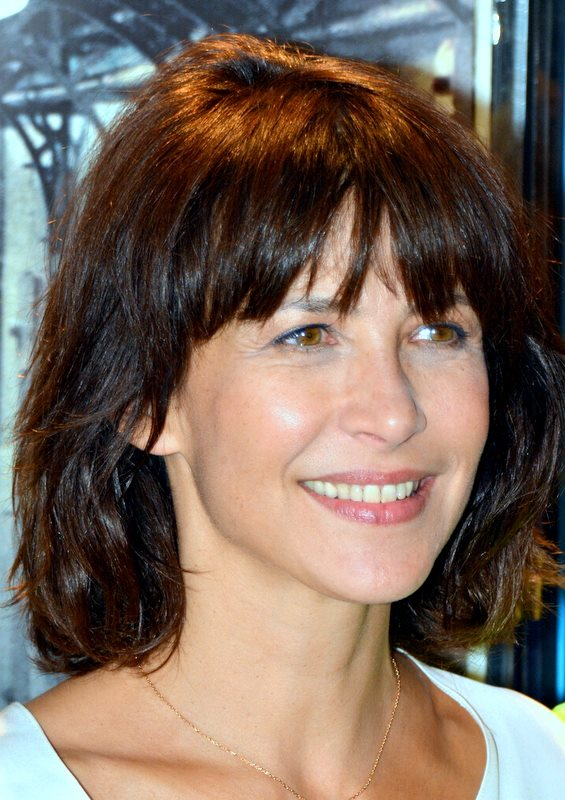
フランスの女優ソフィー・マルソー(1966-)誕生。

- 9年 - ウェスパシアヌス、ローマ皇帝（+ 79年）
- 64年 - ユリア・フラウィア、ローマ皇帝ティトゥスの娘（+ 91年）
- 1503年 - アーニョロ・ブロンズィーノ、画家（+ 1572年）
- 1587年 - ヨースト・ファン・デン・フォンデル、詩人、劇作家（+ 1679年）
- 1600年（万暦28年10月12日） - 朱舜水、儒学者（+ 1682年）
- 1602年 - アニエス・ド・ランジャック、カトリック教会・ドミニコ会の修道女、福者（+ 1634年）
- 1612年 - ドルゴン、後金から清初の皇族（+ 1650年）
- 1650年（慶安3年10月24日） - 島津綱貴、島津氏第20代当主、第3代薩摩藩主（+ 1704年）
- 1717年 - ジャン・ル・ロン・ダランベール、数学者、思想家（+ 1783年）
- 1729年 - マリーア・アントニア・ディ・スパーニャ、サルデーニャ王ヴィットーリオ・アメデーオ3世の妃（+ 1785年）
- 1749年 - ニコラ・アペール、食品加工業者（+ 1841年）
- 1753年（宝暦3年10月23日） - 五島盛運、第8代福江藩主（+ 1809年）
- 1753年 - ヘンリー・アーネスト・ミューレンバーグ、ルーテル教会の聖職者、植物学者（+ 1815年）
- 1755年 - ルイ18世、フランス国王（+ 1824年）
- 1790年 - アウグスト・フェルディナント・メビウス、数学者（+ 1868年）
- 1797年（寛政9年9月29日） - 仙石政美、第6代出石藩主（+ 1824年）
- 1877年 - 菅野経三郎、政治家（+ 1956年）
- 1885年 - 萬鉄五郎、洋画家（+ 1927年）
- 1897年 - 坂口謹一郎、応用微生物学者（+ 1994年）
- 1901年 - リー・ストラスバーグ、俳優（+ 1982年）
- 1902年 - 森本孝順、律宗の僧侶、第81世唐招提寺長老（+ 1995年）
- 1904年 - イサム・ノグチ、彫刻家（+ 1988年）
- 1905年 - 富樫凱一、土木工学者、建設官僚（+ 1993年）
- 1905年 - ロドルフォ・ウシグリ、劇作家、脚本家、小説家（+ 1979年）
- 1906年 - 本田宗一郎、実業家、本田技研工業創業者（+ 1991年）
- 1908年 - 小柴重吉、野球指導者、元プロ野球審判（+ 没年不詳）
- 1911年 - 鹿内信隆、実業家、元フジサンケイグループ会議議長（+ 1990年）
- 1913年 - 掛川源一郎、写真家（+ 2007年）
- 1917年 - 丸林久信、映画監督、脚本家、プロデューサー、演出家、文筆家（+ 1999年）
- 1920年 - 高橋進、陸上競技選手、指導者（+ 2001年）
- 1922年 - スタンリー・コーエン、生化学者（+ 2020年）
- 1925年 - 森田浩一郎、医学博士（+ 2017年）
- 1925年 - ロック・ハドソン、俳優（+ 1985年）
- 1926年 - ケーケシ・アンドレア、フィギュアスケート選手
- 1926年 - 高橋良、医学者、精神科医、長崎大学名誉教授（+ 1988年）
- 1927年 - 井上裕、政治家、第115代文部大臣（+ 2008年）
- 1928年 - アルマン、彫刻家、画家、現代美術家（+ 2005年）
- 1929年 - 五島勉、作家、ルポライター（+ 2020年）
- 1929年 - 納谷悟朗、俳優、声優、演出家（+ 2013年）
- 1932年 - 青木雨彦、コラムニスト、評論家（+ 1991年）
- 1933年 - 工藤恒美、漫画家、イラストレーター
- 1933年 - 岩岡保宏、元プロ野球選手
- 1934年 - 服部茂次、元プロ野球選手（+ 1967年）
- 1935年 - トニー・ザイラー、スキー選手（+ 2009年）
- 1936年 - 井川比佐志、俳優
- 1936年 - 山口崇、俳優、テレビ司会者（+ 2025年）
- 1937年 - 西原恭治、元プロ野球選手
- 1938年 - 鈴木敬夫、法学者、札幌学院大学名誉教授
- 1938年 - 茂木忠之、元プロ野球選手（+ 2002年）
- 1939年 - 内田裕也、ミュージシャン、俳優（+ 2019年）
- 1940年 - 中野隆良、元調教師
- 1942年 - マーティン・スコセッシ、映画監督、脚本家
- 1944年 - トム・シーバー、元プロ野球選手（+ 2020年）
- 1946年 - 塩野元三、実業家、元塩野義製薬社長
- 1946年 - ペトラ・ブルカ、フィギュアスケート選手
- 1946年 - テリー・ブランスタッド、政治家
- 1946年 - 金田留広、元プロ野球選手（+ 2018年）
- 1947年 - 伊藤祐一郎、政治家、元鹿児島県知事
- 1947年 - 萩原康弘、元プロ野球選手
- 1947年 - 田之上幸男、元騎手
- 1948年 - 星ルイス、漫才師（+ 2005年）
- 1949年 - 安原義人、声優
- 1949年 - 千秋じゅん、歌手（じゅん＆ネネ）
- 1949年 - 二宮宣文、医学者
- 1949年 - 三浦政基、元プロ野球選手
- 1949年 - 渡辺一夫、元プロ野球選手
- 1949年 - 小林一夫、元プロ野球選手
- 1951年 - 妹尾和夫、演劇俳優
- 1951年 - ひさうちみちお、漫画家、イラストレーター、エッセイスト
- 1953年 - 春日祥之輔、元プロ野球選手
- 1953年 - 川原昭二、元プロ野球選手
- 1956年 - 佐々木隆、ドラマー
- 1959年 - 小野みゆき、女優
- 1961年 - 平山夢明、作家、映画監督、ラジオパーソナリティー
- 1962年 - 西村基史、元プロ野球選手
- 1963年 - 武野功雄、俳優
- 1964年 - マリナ・チェルカソワ、フィギュアスケート選手
- 1964年 - ミッチ・ウィリアムス、元プロ野球選手
- 1964年 - 杉本沙織、声優（+ 2021年）
- 1965年 - 七海映子、女優、声優
- 1965年 - 川崎ヒロユキ、脚本家
- 1966年 - ソフィー・マルソー、女優
- 1967年 - 安田和博 、お笑い芸人（デンジャラス）
- 1967年 - 高橋ナオト、元ボクサー、作家、第42代日本バンタム級王者、第17代日本スーパーバンタム級王者
- 1968年 - 岡田圭右 、お笑い芸人（ますだおかだ）
- 1968年 - 大浦龍宇一、俳優
- 1968年 - 高橋里奈、モデル、歌手、女優
- 1968年 - 牧田衞活、アナウンサー
- 1969年 - 置鮎龍太郎、声優
- 1969年 - ジャン＝ミッシェル・セイブ、卓球選手
- 1969年 - 木村一八、俳優
- 1969年 - 柳田勝、ライフル射撃選手
- 1970年 - 城島茂、タレント、ミュージシャン（元TOKIO）
- 1970年 - チェ・ジニョン、俳優、歌手（+ 2010年）
- 1971年 - 柴田玲、DJ、ラジオパーソナリティ
- 1973年 - アレクセイ・ウルマノフ、フィギュアスケート選手
- 1973年 - 民秋貴也、ものまねタレント
- 1974年 - 落合健太郎、ラジオDJ
- 1975年 - 池田渉、ラグビーユニオン選手
- 1975年 - ユンソナ、タレント
- 1975年 - 江口桃子、 アナウンサー
- 1976年 - 菊タロー、プロレスラー
- 1977年 - アレックス・グラマン、元プロ野球選手
- 1978年 - 堂珍嘉邦、歌手（CHEMISTRY）
- 1978年 - ヴァル・パスクチ、プロ野球選手
- 1978年 - レイチェル・マクアダムス、女優
- 1979年 - 柴田勝頼、プロレスラー
- 1979年 - 里村明衣子、プロレスラー
- 1979年 - 渕上紘行、アナウンサー
- 1979年 - 横手直子、元バレーボール選手
- 1980年 - 鈴木美妃、女優
- 1980年 - 藤野恵実、総合格闘家
- 1981年 - 長尾麻由、タレント、元グラビアアイドル
- 1981年 - サラ・ハーディング、ミュージシャン（元ガールズ・アラウド）（+ 2021年）
- 1982年 - 早川大史、元プロバスケットボール選手
- 1983年 - 水谷さくら、グラビアアイドル、タレント
- 1983年 - DRAGON、ダンサー（REAL AKIBA BOYZ)
- 1983年 - 清水賢吾、空手家
- 1983年 - ジョディ・ヘンリー、競泳選手
- 1983年 - ライアン・ブラッドレイ、フィギュアスケート選手
- 1983年 - ルイス・アルベルト、サッカー選手
- 1983年 - 林泉水、元AV女優、元ストリッパー
- 1983年 - 南祐三、元サッカー選手
- 1983年 - ライアン・ブラウン、元プロ野球選手
- 1984年 - 佐藤めぐみ、女優
- 1984年 - 葉山いくみ、声優
- 1984年 - 村上安昌、ラジオプロデューサー・ディレクター
- 1985年 - 大友麻衣子、元サッカー選手
- 1986年 - ブラボー!橋本、お笑いタレント、ものまねタレント
- 1986年 - 楢原真樹、お笑い芸人（ヤーレンズ）
- 1986年 - ナニ、サッカー選手
- 1986年 - 亀田興毅、元プロボクサー
- 1986年 - エバース・カブレラ、元プロ野球選手
- 1987年 - 海野裕二、お笑い芸人（元ジェラードン）
- 1987年 - 鈴木崇文、元サッカー選手、指導者
- 1989年 - 上福元直人、サッカー選手
- 1989年 - 山本憲二、陸上選手
- 1989年 - 秦瑞穂、タレント、グラビアアイドル
- 1989年 - 山崎まり、元野球選手
- 1990年 - 中村絢香、女優
- 1990年 - 三浦豪、元ラグビー選手
- 1990年 - 三浦嶺、元ラグビー選手
- 1991年 - 山下タイキ、声優
- 1992年 - 浜田千穂、レスリング選手
- 1994年 - 福山翔大、俳優
- 1994年 - ゆめっち、お笑い芸人（3時のヒロイン）
- 1994年 - 前田直輝、サッカー選手
- 1994年 - レディ・C、プロレスラー
- 1994年 - ラクエル・カストロ、女優
- 1995年 - 小池亮介、俳優
- 1996年 - 頓宮裕真、プロ野球選手
- 1996年 - 篠原まりあ、 ゴルファー
- 1997年 - やねすけ、YouTuber、タレント（バンカラジオ）
- 1997年 - 常見海琴、柔道選手
- 1997年 - 佐々木千紘、バレーボール選手
- 1998年 - ひゅうが、YouTuber（コムドット）
- 1998年 - 鳴海寿莉亜、タレント（元夢みるアドレセンス）
- 1999年 - 花園桃花、プロレスラー
- 1998年 - 佐々木希、元プロ野球選手
- 1999年 - 小林李衣奈、気象キャスター
- 2000年 - 川崎愛香里、女優
- 2000年 - 藤崎未夢、アイドル（NGT48）
- 2000年 - 峰島こまき、アイドル（元ナナランド）
- 2001年 - 杉木優斗、プロ野球選手
- 2001年 - 鈴木ちなみ、元野球選手
- 2004年 - 美雨、アイドル（ファントムシータ）
- 2005年 - 田中杏奈、ファッションモデル
- 2006年 - 藤田琉生、プロ野球選手
- 生年不詳 - 勝田治美[6]、声優
- 生年不詳 - 小林美穂、声優
- 生年不詳 - 園山ひかり[7]、声優
- 生年不詳 - 三浦千幸、声優
- 生年不詳 - 銀ノ橋倫、漫画家
- 生年不詳 - クロマツテツロウ、漫画家

## 忌日
- 375年 - ウァレンティニアヌス1世、ローマ帝国皇帝（* 321年）
- 474年 - レオ2世、東ローマ帝国皇帝（* 467年?）
- 594年 - トゥールのグレゴリウス、聖職者、歴史家（* 538年）
- 641年（舒明天皇13年10月9日） - 舒明天皇、第34代天皇（* 593年?）
- 1231年 - エルジェーベト、テューリンゲン方伯ルートヴィヒ4世の妃（* 1207年）
- 1494年 - ピコ・デラ・ミランドラ、人文主義者（* 1463年）
- 1558年 - メアリー1世、イングランド女王（* 1516年）
- 1558年 - レジナルド・ポール、枢機卿、カンタベリー大司教（* 1500年）
- 1562年 - アントワーヌ、ナバラ王（* 1518年）
- 1600年（慶長5年10月12日） - 九鬼嘉隆、戦国武将（* 1542年）
- 1624年 - ヤーコプ・ベーメ、神秘主義思想家（* 1575年）
- 1720年 - ジョン・ラカム、海賊船船長（* 1682年）
- 1747年 - アラン＝ルネ・ルサージュ、劇作家、小説家、翻訳家（* 1668年）
- 1768年 - ニューカッスル公トマス・ペラム＝ホールズ、元イギリス首相（* 1693年）
- 1794年 - ジャック・フランソワ・デュゴミエ、フランスの軍人（* 1738年）
- 1796年 - エカチェリーナ2世、ロマノフ朝第8代ロシア帝国皇帝（* 1729年）
- 1815年 - ジョセフ・ハーバーシャム、第6代アメリカ合衆国郵政長官（* 1751年）
- 1856年（安政3年10月20日） - 二宮尊徳、農政家（* 1787年）
- 1858年 - ロバート・オウエン、空想的社会主義思想家・運動家（* 1771年）
- 1862年 - アレクセイ・ヴェルストフスキー、作曲家（* 1799年）
- 1893年 - アレクサンダル、ブルガリア公（* 1857年）
- 1905年 - アドルフ、ルクセンブルク大公（* 1817年）
- 1912年 - リチャード・ノーマン・ショウ、建築家（* 1831年）
- 1913年 - 弘世助三郎、実業家、日本生命創業者（* 1843年）
- 1917年 - オーギュスト・ロダン、彫刻家（* 1840年）
- 1924年 - ウジェーヌ・シモン、鳥類学者、クモ類学者（* 1848年）
- 1925年 - アウグスト・ブリネル（英語版）、冶金技術者、ブリネル硬さ考案者（* 1849年）
- 1929年 - ハーマン・ホレリス、発明家（* 1860年）
- 1931年 - エドワード・シモンズ、画家（* 1852年）
- 1934年 - ガエタン・ガティアン・ドゥ・クレランボー（フランス語版）、精神科医、クレランボー症候群提唱者（* 1872年）
- 1936年 - エルネスティーネ・シューマン＝ハインク、アルト歌手（* 1861年）
- 1937年 - 貴志康一、音楽家（* 1909年）
- 1939年 - 田中智學、日蓮宗思想家、国柱会創設者（* 1861年）
- 1940年 - エリック・ギル（英語版）、彫刻家、タイポグラファー、版画家（* 1882年）
- 1943年 - 塩沢幸一、海軍軍人、元海軍大将（* 1883年）
- 1945年 - フリードリヒ・フランツ4世、メクレンブルク＝シュヴェリーン大公（* 1882年）
- 1952年 - 弘田龍太郎、作曲家（* 1892年）
- 1956年 - ジョン・エヴァシェッド、天文学者（* 1864年）
- 1958年 - 谷山豊、数学者（* 1927年）
- 1958年 - モート・クーパー 、プロ野球選手（* 1913年）
- 1959年 - エイトル・ヴィラ＝ロボス、作曲家（* 1887年）
- 1959年 - 堀米日淳、僧侶、大石寺第65代法主（* 1898年）
- 1961年 - ベニー・カウフ 、プロ野球選手（* 1890年）
- 1961年 - 森田素夫、小説家（* 1911年）
- 1961年 - 永松健夫、紙芝居作家、絵物語作家（* 1912年）
- 1963年 - 近藤平三郎、薬剤師、薬学者（* 1877年）
- 1963年 - メリト・アコスタ 、プロ野球選手（* 1896年）
- 1964年 - 森谷克己、経済学者（* 1904年）
- 1965年 - 蔭山和夫、プロ野球選手（* 1927年）
- 1968年 - 二見甚郷、元宮崎県知事、参議院議員（* 1888年）
- 1968年 - マーヴィン・ピーク、ファンタジー作家（* 1911年）
- 1969年 - 徳川圀順、第7代貴族院議長、第7代日本赤十字社社長（* 1886年）
- 1970年 - 広瀬謙三、プロ野球公式記録員（* 1895年）
- 1971年 - 畠山一清、実業家、機械工学者、荏原製作所創業者（* 1881年）
- 1972年 - ウジェーヌ・ミンコフスキー、精神科医（* 1885年）
- 1972年 - トーマス・C・キンケイド、アメリカ海軍の提督（* 1888年）
- 1973年 - 浜田廣介、童話作家（* 1893年）
- 1973年 - 楢橋渡、弁護士、政治家、第25代運輸大臣（* 1902年）
- 1977年 - ロジャー・ペキンポー 、プロ野球選手（* 1891年）
- 1982年 - エドゥアルド・トゥビン、作曲家（* 1905年）
- 1982年 - レオニード・コーガン、ヴァイオリニスト（* 1924年）
- 1984年 - 板原伝、政治家、農民運動家、元高知県土佐市長（* 1910年）
- 1985年 - ロン・ノル、カンボジアの指導者（* 1913年）
- 1986年 - 木村義雄、将棋棋士（* 1905年）
- 1987年 - 川口浩、俳優、探検家（* 1936年）
- 1988年 - 辻嘉一、料理人（* 1907年）
- 1990年 - ロバート・ホフスタッター、物理学者（* 1915年）
- 1991年 - エイドリアン・クイスト、テニス選手（* 1913年）
- 1992年 - 路遥、小説家（* 1949年）
- 1993年 - 西村潔、映画監督（* 1932年）
- 1995年 - 平岡一郎、プロ野球選手（* 1945年）
- 1997年 - 今澄勇、政治家、元民社党衆議院議員、経済評論家（* 1913年）
- 1998年 - コルネリア・ボウマン、テニス選手（* 1903年）
- 2000年 - ルイ・ネール、物理学者（* 1904年）
- 2001年 - 保井浩一、プロ野球選手、監督（* 1921年）
- 2002年 - 田中謙二、中国文学者（* 1912年）
- 2002年 - アバ・エバン、元イスラエル外相（* 1915年）
- 2003年 - 牛場大蔵、細菌学者、慶応義塾大学名誉教授（* 1913年）
- 2003年 - 吉田雅夫、フルート奏者（* 1915年）
- 2003年 - 江見俊太郎、俳優（* 1923年）
- 2006年 - 六代目神田伯龍、講談師（* 1926年）
- 2006年 - フェレンツ・プスカシュ、サッカー選手（* 1927年）
- 2006年 - ルース・ブラウン、R&B歌手（* 1928年）
- 2006年 - 岸川均、ラジオディレクター（* 1937年）
- 2006年 - 玉城美智子、アナウンサー（* 1953年）
- 2007年 - 上野公夫、実業家、元中外製薬社長（* 1919年）
- 2007年 - 成田千空、俳人（* 1921年）
- 2008年 - 本林勝夫、日本近代文学研究者、共立女子大学名誉教授、元斎藤茂吉記念館館長（* 1919年）
- 2008年 - 結城了悟、キリスト教研究者、イエズス会司祭（* 1922年）
- 2008年 - 関口利男、電気工学者、東京工業大学名誉教授（* 1923年）
- 2008年 - エンニオ・デ・コンチーニ、脚本家、映画監督（* 1923年）
- 2008年 - 藤田廣志、金属工学者、大阪大学名誉教授（* 1926年）
- 2008年 - 岸旗江、女優（* 1927年）
- 2008年 - 山口剛彦、厚生官僚（* 1941年）
- 2009年 - 大里俊晴、現代音楽研究家（* 1958年)
- 2010年 - 黒岩比佐子、ノンフィクション作家（* 1958年)
- 2010年 - イザベル・カロ、モデル（* 1982年)
- 2011年 - 右手和子、声優、紙芝居実演家（* 1927年）
- 2011年 - 黄昭堂、政治家、政治運動家、昭和大学名誉教授、元台湾独立建国連盟主席（* 1932年）
- 2012年 - 棚網良平、プロゴルファー（* 1921年）
- 2012年 - 成田頼明、行政法学者、地方自治法学者、横浜国立大学名誉教授、警察大学校名誉教授（* 1928年）
- 2012年 - ブランコ・エルスナー、サッカー指導者（* 1929年）
- 2012年 - 橋上義孝、政治家、元大阪府河内長野市長（* 1930年）
- 2012年 - アルマン・デメ、元自転車競技選手（* 1931年）
- 2012年 - 牧野エミ、女優、タレント、振付師（* 1959年）
- 2013年 - ドリス・レッシング、作家、ノーベル文学賞受賞者（* 1919年）
- 2013年 - 山口定、政治学者、大阪市立大学名誉教授、立命館大学名誉教授（* 1934年）
- 2013年 - シド・フィールド、脚本家、プロデューサー（* 1935年）
- 2013年 - 吉野泰生、実業家、元住友生命保険会長（* 1939年）
- 2014年 - 納谷六朗、声優（* 1932年）
- 2014年 - 前澤義雄、カーデザイナー、自動車評論家（* 1939年）
- 2014年 - レイ・サデッキー、プロ野球選手（* 1940年）
- 2014年 - 宮近幸逸、機械工学者（* 1953年）
- 2016年 - 下地亜記子、作詞家（* 1943年）
- 2017年 - サルヴァトーレ・リイナ、イタリアのマフィア（マフィオーソ）のボス（* 1930年）
- 2017年 - アイジャロン・マーリ・ゴメス、英語教師、元北朝鮮服役者（* 1979年）
- 2018年 - 程開甲、中華人民共和国の原子核物理学者、核兵器技術者（* 1918年）
- 2018年 - 向山光昭、有機化学者、東京大学名誉教授（* 1927年）
- 2018年 - 吉田剛、脚本家（* 1935年）
- 2018年 - 近藤基彦、政治家（* 1954年）
- 2019年 - 近藤利一、実業家、馬主、元合建社長（* 1942年）
- 2019年 - 松本ちえこ、タレント、女優（* 1959年）
- 2020年 - 角田禮次郎、裁判官、元最高裁判所判事、元内閣法制局長官（* 1920年）
- 2020年 - 岡野栄太郎、元陸上競技選手、ジャーナリスト（* 1930年）
- 2020年 - ガブリエル・フムラ、指揮者（* 1946年）
- 2020年 - ロイヤル小林、プロボクサー（* 1949年）
- 2021年 - 川柳川柳、落語家（* 1931年）
- 2021年 - レオニード・バルテネフ、元陸上競技選手（* 1933年）
- 2021年 - 小原玲、動物写真家（* 1961年）
- 2022年 - フレデリック・ブルックス、ソフトウェア技術者、計算機科学者（* 1931年）
- 2022年 - 高木浩志、テレビプロデューサー、文楽研究者（* 1938年）
- 2022年 - アレクサンドル・ゴルシコフ、フィギュアスケート選手、1976年インスブルック五輪金メダリスト、ロシアフィギュアスケート連盟会長（* 1946年）
- 2022年 - ゲルハルト・ロダックス、サッカー選手（* 1965年）
- 2023年 - 峰岸久、翻訳家、ジャーナリスト（* 1924年）
- 2023年 - アグスティン・イバロラ、画家、彫刻家（* 1930年）
- 2023年 - 三木靖、中世城郭史学者、鹿児島国際大学短期大学部名誉教授（* 1937年）
- 2023年 - アンリ・スタンブリ、プロサッカー選手、指導者（* 1961年）
- 2024年 - 高橋真琴、画家、漫画家、イラストレーター（* 1934年）

## 記念日・年中行事
- 国際学生の日（英語版）
学生運動の記念日。1939年のこの日、チェコスロバキアに侵攻していたドイツ軍が学生のデモ行進を鎮圧し、教授2人と学生9人を殺害した。1942年のこの日、ワシントンに世界各国の学生の代表が集まってその犠牲者を追悼し、この日を記念日とすることを宣言した。
- 自由と民主主義のための闘争の日（ チェコ・ スロバキア）
1989年のこの日のビロード革命開始を記念。
- 肺がん撲滅デー
2000年9月に東京で開催された国際肺癌学会で制定。アメリカで11月第3週が「たばこ警告週間」となっていることから。
- 世界早産児デー
2011年から。紫を公式カラーとして、早産についての啓発活動が国際的に行われる。
- 将棋の日（ 日本）
日本将棋連盟が1975年に制定。江戸時代、将棋好きであった徳川吉宗が毎年旧暦11月17日を「お城将棋、および、御城碁の日」とし、御城将棋、御城碁を行っていたことによる[8]。
- 島原防災の日（ 日本 長崎県島原市）
1990年のこの日、雲仙普賢岳が約200年ぶりに噴火したことにちなむ。
- 蓮根の日（ 日本）
茨城県土浦市で1994年のこの日に全国の蓮根産地が集まって開催された「蓮根サミット」で、この日を記念日とすることが決められた。